# Ferholung
Ferholung (przeholowanie, czasami forholung) – zmiana miejsca cumowania jednostki pływającej (zwykle nieposiadającej napędu mechanicznego lub mającej ten napęd niesprawny) poprzez przeholowanie (przeciągnięcie) jej siłami mięśni załogi na cumach i szpringach. Przy ferholungu należy zawsze trzymać jacht jednocześnie na dwóch cumach, co zabezpiecza przed wypadkiem zerwania się lub wyśliźnięcia się liny i zdryfowaniem jachtu na nabrzeże lub inny jacht. Odnośnie do większych jednostek przesunięcie (przestawienie) wzdłuż nabrzeża z użyciem wind lub kabestanów, czasem silnika lub holownika z cumami i szpringami sukcesywnie przenoszonymi z polera na poler (stosownie do przemieszczania się jednostki) przez znajdującego się na kei cumownika.